# 아이번 브라운
아이번 엘모어 브라운(영어: Ivan Elmore Brown, 1908년 4월 17일 ~ 1963년 5월 22일)은 1930년대에 활약을 한 미국의 봅슬레이 선수이었다. 1936년 동계 올림픽 봅슬레이 경기의 세부 종목인 남자 2인승에서, 앨런 워시보드와 함께해 총 5:29.29의 기록으로 1위를 했다. 1908년 뉴욕주에서 태어나, 1963년 코네티컷주에서 죽었다.